# Klingenberg am Main
Klingenberg am Main é uma pequena localidade situada na parte baixa do rio Main no Estado da Baviera, Alemanha.